# Packed!
Albums de The Pretenders
The Singles
(1987) Last of the Independents
(1994)
Singles
1. Never Do That
Sortie : 1990
2. Hold a Candle to This
Sortie : 1990
3. Sense of Purpose
Sortie : 1990

Packed! est le cinquième album studio des Pretenders, sorti le 14 mai 1990 au Royaume-Uni et le 22 mai 1990 aux États-Unis.

## Liste des titres
Toutes les chansons sont écrites et composées par Chrissie Hynde, sauf mention contraire.
| No  | Titre                 | Auteur                | Durée |
| --- | --------------------- | --------------------- | ----- |
| 1.  | Never Do That         |                       | 3:19  |
| 2.  | Let's Make a Pact     |                       | 3:18  |
| 3.  | Millionaires          |                       | 3:04  |
| 4.  | May This Be Love      | Jimi Hendrix          | 2:43  |
| 5.  | No Guarantee          |                       | 3:49  |
| 6.  | When Will I See You   | - Hynde - Johnny Marr | 4:54  |
| 7.  | Sense of Purpose      |                       | 3:02  |
| 8.  | Downtown (Akron)      |                       | 2:43  |
| 9.  | How Do I Miss You     |                       | 4:22  |
| 10. | Hold a Candle to This |                       | 3:40  |
| 11. | Criminal              |                       | 4:18  |

## Personnel
- Chrissie Hynde : guitare, chant

### Musiciens additionnels
- Blair Cunningham : batterie, chœurs
- John McKenzie : basse, chœurs
- Billy Bremner : guitare, chœurs
- Tchad Blake : guitare
- Mitchell Froom : claviers
- Dominic Miller : guitare, basse, chœurs
- David Rhodes : guitare
- Tim Finn : chœurs
- Mark Hart : chœurs
- Will MacGregor : basse, chœurs
- Teo Miller : chœurs
- Tony « Gad » Robinson : basse, chœurs
- Duane Delano Verh : basse
- Adey Wilson : chœurs